# Open Your Heart (Madonna)
Open Your Heart è una canzone della cantautrice statunitense Madonna, pubblicata il 12 novembre 1986 come quarto singolo estratto dall'album True Blue. Appare anche nel primo greatest hits della cantante, The Immaculate Collection (1990), nelle raccolte Celebration (2009) e Finally Enough Love: 50 Number Ones (2022).
Originariamente era una canzone rock and roll intitolata "Follow Your Heart", ed era stata scritta per la cantante Cyndi Lauper dagli autori Gardner Cole e Peter Rafelson. Nel frattempo, il manager di Madonna stava cercando nuove canzoni da inserire nell'album True Blue, così Madonna ascoltò la canzone e la accettò. Madonna ne modificò il testo e ne cambiò la composizione per adattarla alla musica dance e a quella pop. Il testo di "Open Your Heart" parla di amore, in particolare Madonna esprime il suo desiderio sessuale.
La canzone fu ben accolta dai critici musicali, che la elogiavano per essere una semplice canzone d'amore. Inoltre, la canzone fu un successo commerciale, raggiungendo la top-ten in Belgio, Canada, Irlanda, Italia, Olanda e nel Regno Unito. La canzone ha raggiunto la prima posizione nella Billboard Hot 100 degli Stati Uniti.
Nel video della canzone, Madonna interpreta una ballerina esotica in un peep-show, che diventa amica di un ragazzino e successivamente fugge con lui. Il video fu acclamato dalla critica perché rappresentava una prospettiva opposta del Voyeurismo maschile, anche se è stata criticata la parte in cui il bambino protagonista entra nello strip club in cui si esibisce Madonna. Il video è un omaggio a Liza Minnelli e a Marlene Dietrich.
"Open Your Heart" è stata eseguita in quattro dei  tour di Madonna: nel Who's That Girl Tour del 1987, nel Blond Ambition Tour del 1990, nel MDNA Tour del 2012 ed infine nel Celebration Tour 2023/24. Il brano è stato poi in parte cantato durante l’esibizione dell’Halfitme Show al Super Bowl XLVI e alla cerimonia dei Grammy Awards 2014 durante la performance di Macklemore & Ryan Lewis.

## Il singolo
Scritta originalmente come una canzone rock'n'roll per Cyndi Lauper, venne ceduta ai The Temptations, ma quando il gruppo sentì dire che Madonna era interessata al brano, declinò l'offerta. Madonna la cambiò in un brano dance-pop e venne cambiato il titolo (originalmente Follow Your Heart). Per quanto riguarda il testo, esso rimanda a un'innocente dichiarazione d'intenti dove si può avvertire il desiderio sessuale di Madonna. Alcuni autori hanno visto invece una descrizione dei sentimenti onesti di un ragazzo verso una ragazza In ogni caso si tratta di una canzone d'amore Mavis Tsai ha affermato che la frase "Open Your Heart" (in italiano "Apri il tuo cuore") è una metafora per indicare la vulnerabilità che si ha quando inizia una storia d'amore. Le frasi successive della canzone: "Open Your Heart, I'll make you love me; It's not that hard, if you just turn the key" (in italiano: "Apri il tuo cuore, farò in modo che tu mi ami, non è così difficile se tu giri la chiave") descrive questa metafora vividamente. il concetto della canzone vede comunque Madonna come una vittima dell'amore. Secondo Santiago Fouz-Hernández, nel testo Madonna esprime il suo desiderio sessuale, un esempio si trova nella frase: "If you gave me half a chance you'd see; My desire burning inside of me" (in italiano: "Se me ne dai l'occasione vedrai che il desiderio brucia dentro di me").
La canzone fu ben accolta dalla critica e ottenne un grande successo commerciale, arrivando al primo posto della classifica americana Billboard Hot 100, facendone così la quinta numero uno della popstar. In tutto il mondo, Open Your Heart entrò nella top-ten in vari paesi d'Europa, incluso l'Italia, Irlanda, Olanda, Belgio e Regno Unito.

## Il video
Il videoclip fu girato a Los Angeles nel luglio 1986 e pubblicato nel dicembre dello stesso anno, ed è stato diretto da Jean Baptiste Mondino. Il video si discosta molto dal testo: infatti Madonna si esibisce in un peep-show club, indossando il celebre bustier di Jean-Paul Gaultier con le punte d'oro, che presto diventerà uno dei suoi look più famosi. Verso la fine del video Madonna si esibisce in un ballo e bacia sulla bocca un ragazzino, poi i due scappano insieme, mentre il proprietario del locale esclama: "Ritorna, ritorna Madonna... abbiamo ancora bisogno di te" (scritta in italiano in sovraimpressione). Il video è strutturato come un peep show e rimanda al voyeurismo, infatti Madonna rappresenta una spogliarellista.  Mondino affermò che l'idea del peep show fu sua e derivava dal fatto che in quel periodo "si stava sperimentando una libertà riguardo al corpo e alla sessualità". All'inizio del video, Madonna indossa una parrucca nera che lei successivamente rimuove, mostrando i suoi corti capelli ossigenati.
Il video è un omaggio a Marlene Dietrich, nel film L'angelo azzurro e a Liza Minnelli, nel musical Cabaret. Il video è diventato oggetto di contestazione da parte di alcune femministe che lo consideravano come una rappresentazione cinica della donna come oggetto del piacere con sfondo pornografico. All'inizio, MTV aveva delle riserve nel trasmettere il video, risolte poi con un incontro con gli ufficiali della Warner. Nonostante ciò, il video fu candidato a tre MTV Video Music Awards: in uno di questi Open Your Heart cedette la vittoria a Papa Don't Preach.

## Esecuzioni dal vivo
Il brano apriva il concerto del Who's That Girl Tour del 1987: Madonna dietro a uno schermo che faceva intravedere la sua ombra, compie precisi movimenti vicino a una sedia; successivamente scende, mentre un ragazzino la cerca e alla fine balla con lei.
Madonna ha poi eseguito Open Your Heart nel Blond Ambition Tour del 1990, subito dopo Express Yourself, mostrando il bustier, ballando anche questa volta su una sedia. 
Durante il Drowned World Tour del 2001, l’incipit strumentale del brano è stato utilizzato come interludio tra Frozen e Nobody's Perfect.
Nel corso dello Sticky & Sweet Tour del 2009, il ritornello della canzone è stato inserito all’interno dell'esibizione di Frozen. 
Nel 2012, Madonna ne canta brevemente il ritornello insieme a Cee Lo Green durante l’Halfitme Show del Super Bowl. A ben 22 anni dal Blond Ambition Tour, la canzone ritorna per intero in scaletta nel MDNA Tour mixata con Sagarra Jo, brano del trio basco Kalakan, che la accompagna durante l'esibizione.
Nel 2014 viene brevemente eseguita da Madonna durante la performance ai Grammy Awards 2014 di Macklemore & Ryan Lewis. 
Nel 2017 viene cantata durante la “The Fourth Annual Saint-Tropez Gala”, ossia l’annuale cerimonia benefica a favore della fondazione di Leonardo DiCaprio.
Infine, Open Your Heart viene proposta durante il Celebration Tour (2023/24) all’interno del primo atto del concerto, ispirato agli anni 80, in cui Madonna riporta in scena la stessa sedia utilizzata nel video e nei tour passati.

## Classifiche
Il singolo ottenne un grande successo in tutto il mondo, divenne la quinta numero 1 di Madonna negli Stati Uniti. 
| Classifica (1986–87) | Posizione massima |
| -------------------- | ----------------- |
| Australia            | 16                |
| Austria              | 18                |
| Belgio               | 4                 |
| Canada               | 8                 |
| Paesi Bassi          | 7                 |
| Francia              | 24                |
| Germania             | 17                |
| Irlanda              | 2                 |
| Italia               | 6                 |
| Nuova Zelanda        | 12                |
| Svizzera             | 11                |
| Regno Unito          | 4                 |
| Stati Uniti          | 1                 |

### Classifiche di fine anno
| Classifica (1986) | Posizione |
| ----------------- | --------- |
| Canada            | 68        |
| Italia            | 62        |
| Stati Uniti       | 30        |